# Isla de las muñecas

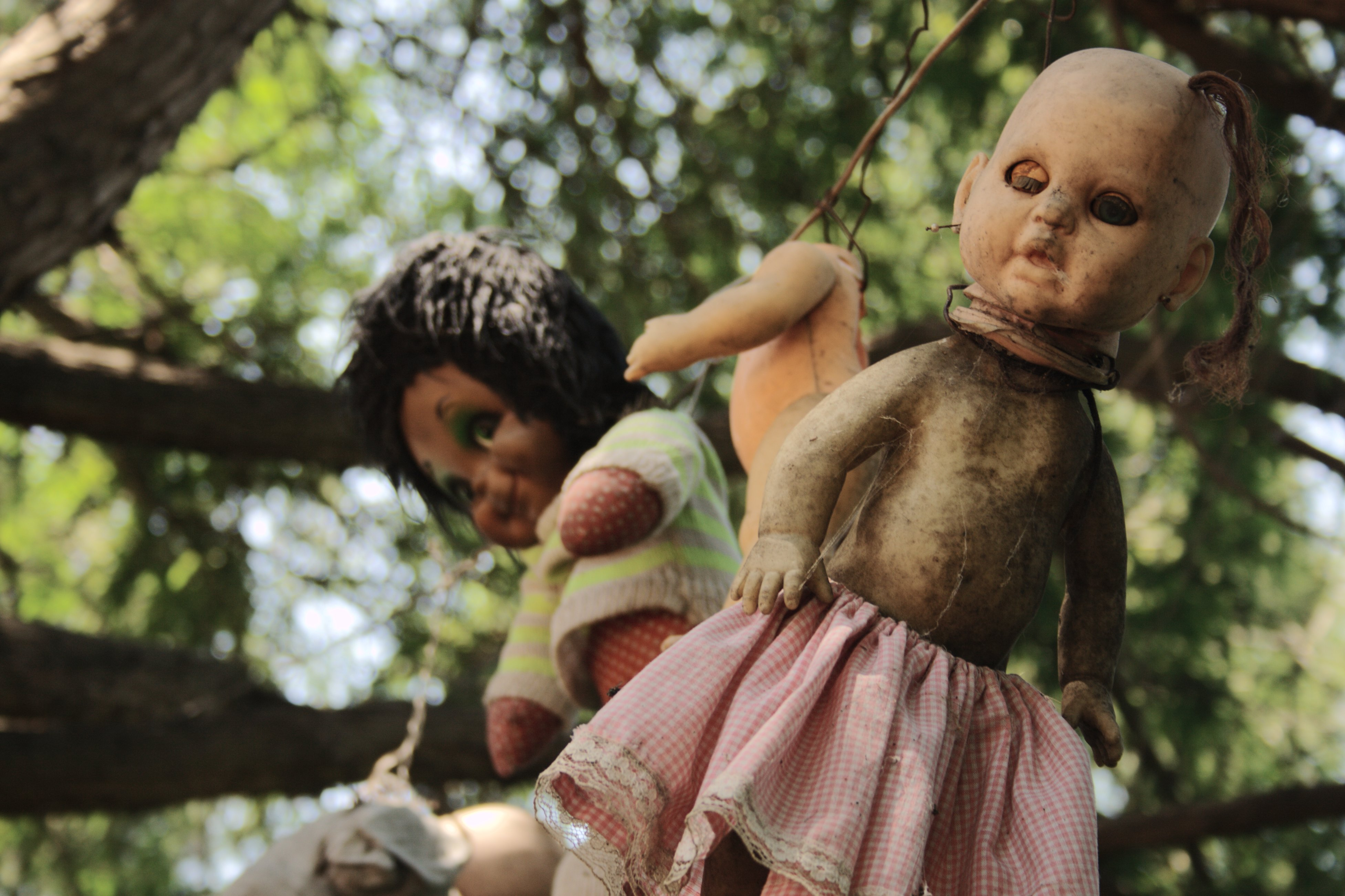
Muñecas deterioradas en La Isla de las muñecas, Xochimilco, Ciudad de México.

La isla de las muñecas es una chinampa ubicada en la Laguna de Teshuilo, dentro del sistema de canales de Xochimilco, al sur de la Ciudad de México. Forma parte del sitio Patrimonio de la Humanidad «Centro histórico de México y Xochimilco» declarado por la UNESCO en 1987. La isla se caracteriza por albergar más de mil muñecas deterioradas distribuidas por todo su territorio, instaladas originalmente por Julián Santana Barrera durante la segunda mitad del siglo XX como parte de un proyecto personal que se extendió por cinco décadas hasta su muerte en 2001.
El sitio constituye un ejemplo singular de arte vernacular mexicano y tradición oral contemporánea, combinando elementos de devoción popular, folklore urbano y expresión artística no institucional. Desde 1987 funciona como atracción turística dentro del circuito ecoturístico de Xochimilco, siendo administrada por la familia Santana bajo supervisión de las autoridades locales.

## Historia

### Antecedentes y contexto
La chinampa que alberga la Isla de las Muñecas se encuentra en la Laguna de Teshuilo, un cuerpo de agua que forma parte del complejo sistema lacustre de Xochimilco. Esta región, habitada desde la época prehispánica, fue declarada Patrimonio de la Humanidad por la UNESCO el 11 de diciembre de 1987, debido a su importancia como último vestigio del sistema de agricultura chinampera del Valle de México.
El sistema de canales de Xochimilco ha sido objeto de diversos proyectos cinematográficos desde la década de 1940. En 1943, el cineasta Emilio Fernández filmó secuencias de la película ‘’María Candelaria’’ en diversas chinampas de la región, contribuyendo al reconocimiento nacional e internacional de este paisaje cultural.

### Época de Julián Santana Barrera

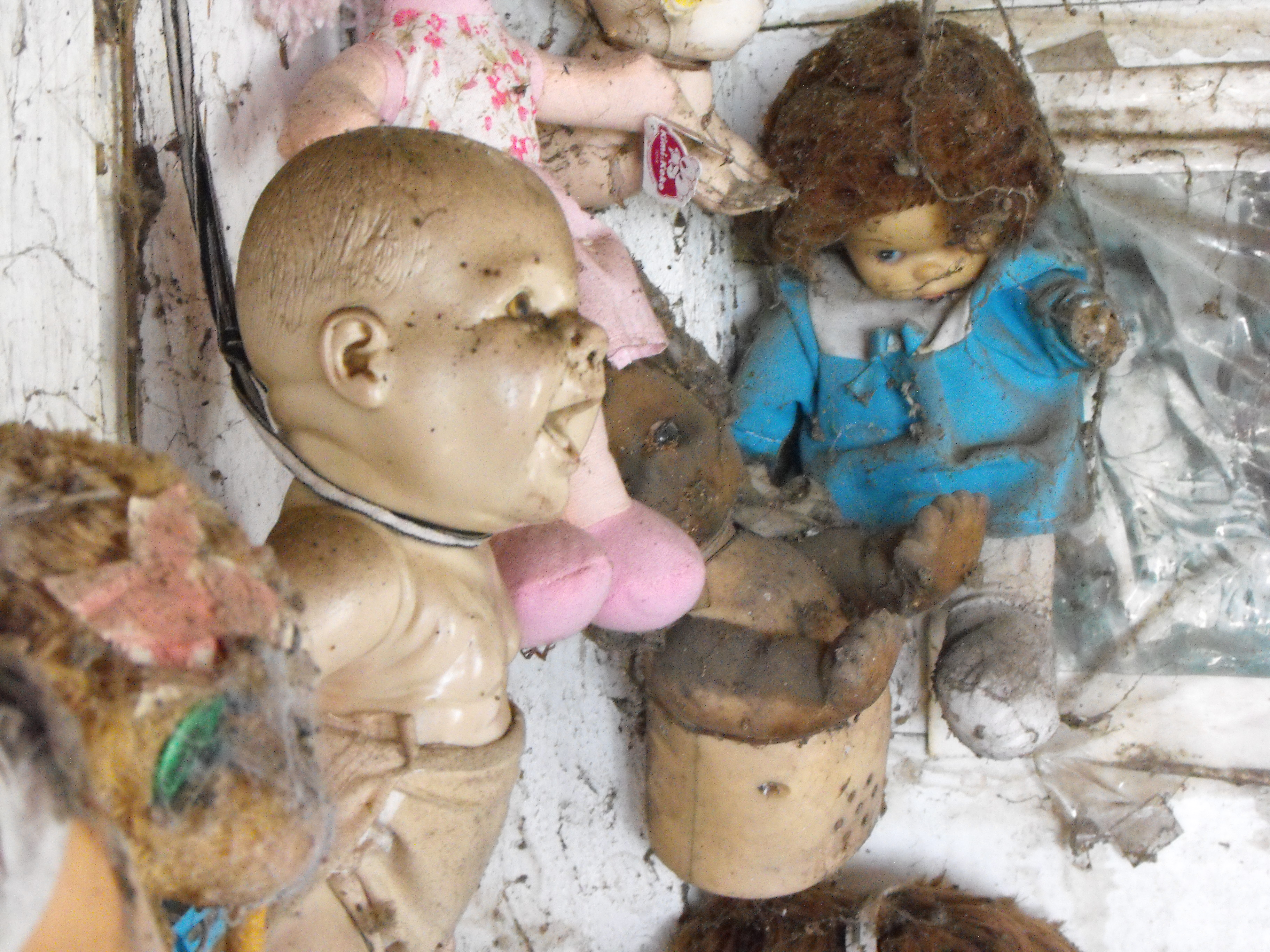
Casa principal donde residió Julián Santana Barrera.

La historia documentada de la isla como sitio distintivo comienza con Julián Santana Barrera (ca. 1914-2001), quien se estableció en la chinampa durante la década de 1950. Santana, originario del vecino Barrio de la Asunción en Xochimilco, se dedicaba al cultivo de hortalizas y la venta de productos agrícolas en los mercados locales.
Durante su residencia en la isla, que se extendió por aproximadamente cinco décadas, Santana desarrolló la práctica de recolectar muñecas descartadas de diversas fuentes —basureros, mercados, donaciones de visitantes— y colgarlas en árboles y estructuras a lo largo de toda la chinampa. Según testimonios familiares documentados, Santana justificaba esta actividad como una forma de protección espiritual para el lugar.
El proyecto de las muñecas se desarrolló gradualmente a lo largo de los años. Inicialmente, las muñecas eran recolectadas por el propio Santana durante sus actividades cotidianas. Con el tiempo, visitantes ocasionales que conocían la peculiaridad del lugar comenzaron a contribuir con muñecas adicionales, incrementando sistemáticamente la colección.
Julián Santana Barrera falleció el 17 de abril de 2001 por insuficiencia cardíaca en la misma isla, siendo encontrado por su sobrino Anastasio Santana, quien posteriormente se hizo cargo de la administración del lugar.

### Desarrollo turístico
La transformación de la isla en atracción turística coincidió con el desarrollo del programa de ecoturismo de Xochimilco iniciado en 1987, año de la declaración UNESCO. El rescate ecológico de la zona incluyó la remoción de lirio acuático invasivo y la implementación de rutas turísticas supervisadas mediante trajineras.
Tras la muerte de Julián Santana, la administración familiar continuó permitiendo visitas turísticas bajo supervisión, estableciendo protocolos básicos para la conservación del sitio y la seguridad de los visitantes. En 2019, tras el fallecimiento de Anastasio Santana, la administración pasó a Rogelio Santana, miembro de la tercera generación familiar.

## Descripción

### Características físicas
La Isla de las Muñecas ocupa aproximadamente una hectárea dentro de la Laguna de Teshuilo, a las coordenadas 19°16’22.4”N 99°05’17.2”W. El acceso se realiza exclusivamente por vía acuática mediante trajineras desde los embarcaderos de Cuemanco o Fernando Celada, con un tiempo de navegación aproximado de hora y media.
El sitio conserva la estructura básica de una chinampa tradicional, con canales perimetrales, suelo de lodo lacustre y vegetación riparia nativa. Las construcciones incluyen la vivienda principal donde residió Santana —ahora convertida en museo informal—, estructuras auxiliares para almacenamiento, y un sistema de senderos que permite el recorrido de visitantes.

### Colección de muñecas

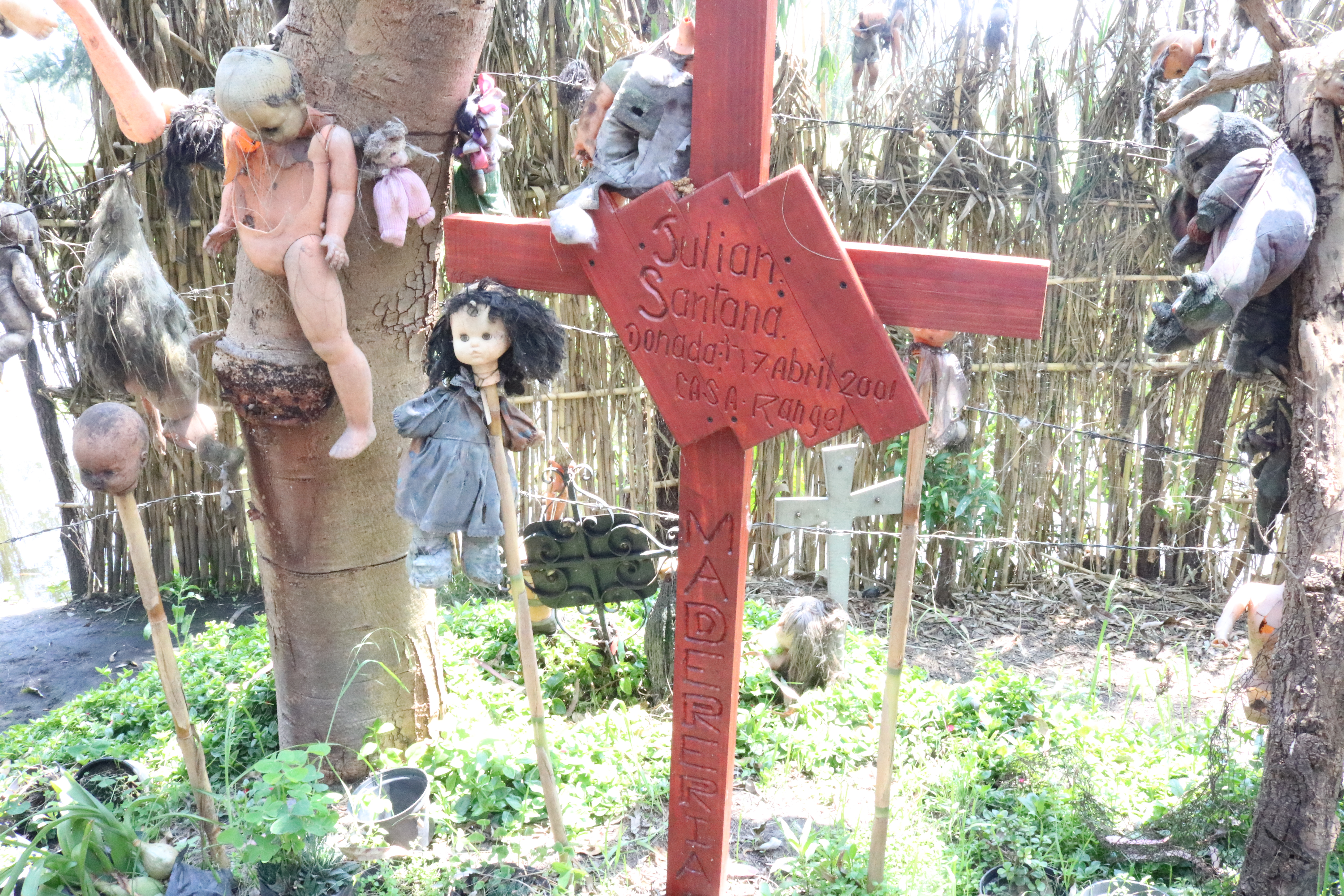
Cruz conmemorativa de Julián Santana Barrera en la isla.

La colección comprende más de mil muñecas en diversos estados de conservación, distribuidas por toda la superficie de la isla. Las muñecas están suspendidas de árboles —principalmente ahuejotes (’‘Salix bonplandiana’’) y eucaliptos—, clavadas en troncos, colocadas en estructuras de madera, y organizadas en agrupaciones temáticas en diferentes sectores del sitio.
Los ejemplares abarcan múltiples décadas de manufactura, desde muñecas de cartón prensado de mediados del siglo XX hasta ejemplares de plástico contemporáneos. El proceso de deterioro natural —exposición a elementos climáticos, humedad lacustre, crecimiento de musgo y líquenes— forma parte integral de la experiencia estética del lugar, creando efectos visuales que han contribuido a su reputación como sitio de interés cultural alternativo.
Entre las piezas más significativas se encuentra “Agustinita”, identificada por Santana como su “muñeca favorita”, conservada en la habitación principal de la casa y objeto de particular veneración por parte de visitantes, quienes depositan ofrendas y realizan cambios de vestimenta como expresión de devoción popular.

## Tradiciones y folklore

### Leyenda de la niña ahogada
Según la tradición oral preservada por familiares y testimonios locales, Julián Santana afirmaba haber encontrado el cuerpo de una niña ahogada en los canales circundantes a la chinampa durante sus primeros años de residencia. De acuerdo con esta narrativa, Santana habría iniciado la colocación de muñecas como una forma de honrar la memoria de la menor y brindar compañía espiritual a su alma.
Sin embargo, investigaciones antropológicas señalan la ausencia de documentación oficial sobre cualquier caso de ahogamiento en la zona durante el período en cuestión. Además, varios miembros de la familia Santana han expresado públicamente dudas sobre la veracidad literal de esta narrativa, sugiriendo que pudo haber sido una construcción simbólica desarrollada por Julián para explicar su práctica de coleccionar muñecas.

### Contexto antropológico
Los especialistas en folklore mexicano han identificado en la narrativa de la Isla de las Muñecas elementos característicos de la tradición oral contemporánea del centro de México. La historia combina motivos prehispánicos —espíritus acuáticos, ofrendas propiciatorias— con sincretismo católico y construcción de leyendas urbanas modernas, siguiendo patrones similares a otras narrativas populares como La Llorona o las apariciones marianas rurales.
La práctica de colocar objetos personales —en este caso muñecas— como ofrendas protectoras tiene precedentes documentados en la religiosidad popular mexicana, particularmente en contextos rurales y periurbanos donde la proximidad con elementos naturales (agua, árboles, cuevas) facilita la atribución de significados sagrados a espacios específicos.

## Importancia cultural

### Arte vernacular
La Isla de las Muñecas ha sido reconocida por estudiosos del arte popular como un ejemplo destacado de arte vernacular mexicano contemporáneo. La instalación, aunque no concebida inicialmente con propósitos artísticos formales, presenta características que la relacionan con movimientos de arte outsider y arte ambiental, particularmente por su integración orgánica con el paisaje natural y su carácter procesual desarrollado a lo largo de décadas.
La transformación gradual de las muñecas por efectos climáticos y biológicos ha generado un proceso de arte involuntario que algunos teóricos han comparado con las instalaciones de artistas contemporáneos como Louise Bourgeois o Kiki Smith, aunque sin intencionalidad artística explícita por parte de su creador original.

### Patrimonio cultural inmaterial
En 2018, la Secretaría de Cultura de la Ciudad de México incluyó la Isla de las Muñecas en su registro de Patrimonio Cultural Inmaterial de la capital mexicana, reconociendo su valor como expresión de tradiciones orales, prácticas sociales y técnicas artesanales tradicionales vinculadas con la cultura chinampera.
Esta clasificación reconoce la importancia del sitio no solo como atracción turística, sino como manifestación auténtica de procesos de construcción identitaria en comunidades tradicionales mexicanas contemporáneas, especialmente en contextos de transformación urbana acelerada.

## Proyección mediática

### Cobertura internacional
La Isla de las Muñecas ha sido objeto de extensa cobertura en medios internacionales especializados en turismo cultural y fenómenos antropológicos. ‘’The Huffington Post’’ publicó en 2014 un reportaje detallado titulado “Mexico’s Horrific Island Of Dolls Will Haunt Your Dreams”, contribuyendo significativamente a su reconocimiento internacional.
‘’Travel Channel’’ incluyó el sitio en un episodio especial de ‘‘Ghost Adventures’’ dedicado a lugares con tradiciones paranormales en América Latina, mientras que ‘’ABC News’’ produjo un segmento documentando las prácticas de devoción popular desarrolladas por visitantes contemporáneos.

### Reconocimientos especializados
En 2024, la isla fue incluida en el ranking internacional de “lugares más singulares del mundo” elaborado por ‘’Infobae’’, ocupando el quinto lugar en la categoría de sitios con tradiciones folklóricas activas.
‘’Guinness World Records’’ ha documentado el sitio como poseedora del mayor número de muñecas por metro cuadrado en un espacio de acceso público, aunque sin establecer un récord oficial debido a la dificultad de cuantificación exacta derivada del estado fragmentario de muchos ejemplares.

## Turismo

### Acceso y servicios
El acceso a la Isla de las Muñecas se realiza exclusivamente mediante trajineras operadas por cooperativas certificadas desde los embarcaderos de Cuemanco (Avenida Nuevo León s/n) y Fernando Celada (Calle Violeta s/n). El costo del tour completo oscila entre $2000 y $3750 pesos mexicanos por trajinera (capacidad máxima 12 pasajeros), con una tarifa adicional de $50 pesos por acceso a la isla.
El recorrido estándar incluye navegación por el Canal de Apatlaco, visita al Museo del Ajolote, recorrido por el Área Ecológica de Xochimilco, y tiempo de permanencia en la isla de aproximadamente 45 minutos. Los horarios de operación son de 9:00 a 17:00 horas, de lunes a domingo, sujeto a condiciones climáticas.

### Regulaciones y conservación
La administración del sitio opera bajo regulaciones establecidas por la Alcaldía Xochimilco en coordinación con la Secretaría del Medio Ambiente de la Ciudad de México (SEDEMA). Las normas incluyen prohibición de remover muñecas del sitio, limitación del número simultáneo de visitantes, restricciones de ruido para preservar la fauna lacustre, y supervisión de actividades que puedan afectar el ecosistema chinampero.
La familia administradora mantiene protocolos básicos para la adición de nuevas muñecas por parte de visitantes, requiriendo que sean objetos en estado adecuado y sin componentes que puedan generar contaminación del medio acuático.

### Impacto económico
La Isla de las Muñecas genera empleo directo para aproximadamente 150 familias vinculadas con servicios turísticos en Xochimilco, incluyendo trajineros, guías especializados, vendedores de alimentos y artesanías, y servicios de transporte terrestre hacia los embarcaderos. Según estimaciones de la Alcaldía Xochimilco, el sitio recibe aproximadamente 100,000 visitantes anuales, representando 15% del turismo total hacia los canales.

## Conservación y sustentabilidad

### Marco de protección patrimonial
Como parte del sitio Patrimonio Mundial “Centro histórico de México y Xochimilco”, la Isla de las Muñecas está sujeta a los protocolos de conservación establecidos por la Convención sobre la Protección del Patrimonio Mundial Cultural y Natural. El INAH mantiene supervisión técnica sobre modificaciones que puedan afectar la integridad del paisaje cultural chinampero, mientras que la SEDEMA regula aspectos ambientales específicos.

### Desafíos ambientales
El sistema lacustre de Xochimilco enfrenta presiones ambientales significativas, incluyendo contaminación del agua, invasión de especies exóticas, urbanización periférica y sobreexplotación de acuíferos. Solo 30% de las chinampas originales permanece en operación agrícola activa, generando preocupaciones sobre la sostenibilidad a largo plazo del ecosistema que sostiene sitios como la Isla de las Muñecas.
Organizaciones como Arca Tierra, el Laboratorio de Restauración Ecológica de la UNAM, y Umbral Axochiatl desarrollan proyectos de conservación que incluyen biofiltros naturales, programas de reintroducción del ajolote de Xochimilco (’‘Ambystoma mexicanum’’), y promoción de agricultura chinampera sustentable.